# Cyclocephala mustacha
Cyclocephala mustacha är en skalbaggsart som beskrevs av Brett C.Ratcliffe 2003. Cyclocephala mustacha ingår i släktet Cyclocephala och familjen Dynastidae. Inga underarter finns listade i Catalogue of Life.